# Desmoscolex noctuabundus
Desmoscolex noctuabundus is een rondwormensoort uit de familie van de Desmoscolecidae. De wetenschappelijke naam van de soort is voor het eerst geldig gepubliceerd in 1993 door Bussau.